# Jorge Navarro (motocyklista)
Jorge Navarro (ur. 3 lutego 1996 w La Pobla de Vallbona) – hiszpański motocyklista startujący obecnie w Motocyklowych mistrzostwach świata w klasie Moto3, w teamie Estrella Galicia 0,0. W 2014 roku zajął 2. miejsce w klasie Moto3 Międzynarodowych mistrzostw Hiszpanii.

## Statystyki

### Sezony
| Sezon | Klasa | Motocykl   | Wyścigi | Zwycięstwa | Podia | PP | NO | Pkt. | Poz. |
| ----- | ----- | ---------- | ------- | ---------- | ----- | -- | -- | ---- | ---- |
| 2012  | Moto3 | Honda      | 1       | 0          | 0     | 0  | 0  | 0    | NS   |
| 2013  | Moto3 | MIR Racing | 2       | 0          | 0     | 0  | 0  | 0    | NS   |
| 2013  | Moto3 | MIR Honda  | 2       | 0          | 0     | 0  | 0  | 0    | NS   |
| 2014  | Moto3 | Kalex KTM  | 9       | 0          | 0     | 0  | 0  | 11   | 23   |
| 2015  | Moto3 | Honda      | 17      | 0          | 4     | 1  | 1  | 157  | 7    |
| 2016  | Moto3 | Honda      | 5       | 0          | 3     | 0  | 0  | 78*  | 2*   |
| Razem |       |            | 34      | 0          | 7     | 1  | 1  | 246  |      |

* – sezon w trakcie

### Starty
| Sezon | Klasa | Motocykl   | 1      | 2      | 3      | 4     | 5      | 6     | 7     | 8     | 9     | 10     | 11     | 12     | 13      | 14     | 15     | 16     | 17     | 18     | Poz. | Pkt. |
| ----- | ----- | ---------- | ------ | ------ | ------ | ----- | ------ | ----- | ----- | ----- | ----- | ------ | ------ | ------ | ------- | ------ | ------ | ------ | ------ | ------ | ---- | ---- |
| 2012  | Moto3 | Honda      | QAT    | SPA    | POR    | FRA   | CAT    | GBR   | NED   | GER   | ITA   | IND    | CZE    | RSM    | ARA NU  | JPN    | MAL    | AUS    | VAL    |        | NS   | 0    |
| 2013  | Moto3 | MIR Racing | QAT    | AME    | SPA NU | FRA   | ITA    | CAT   | NED   | GER   | IND   | CZE    | GBR    | RSM    | ARA     | MAL    | AUS    | JPN    |        |        | NS   | 0    |
| 2013  | Moto3 | MIR Honda  |        |        |        |       |        |       |       |       |       |        |        |        |         |        |        |        | VAL 22 |        | NS   | 0    |
| 2014  | Moto3 | Kalex KTM  | QAT    | AME    | ARG    | SPA   | FRA    | ITA   | CAT   | NED   | GER   | IND 14 | CZE NU | GBR 27 | RSM 15  | ARA NU | JPN NU | AUS 12 | MAL 12 | VAL NU | 23   | 11   |
| 2015  | Moto3 | Honda      | QAT 12 | AME NU | ARG NU | SPA 8 | FRA NU | ITA 7 | CAT 6 | NED 4 | GER 6 | IND 9  | CZE 5  | GBR NU | RSM DNS | ARA 2  | JPN 3  | AUS 4  | MAL 3  | VAL 2  | 7    | 157  |
| 2016  | Moto3 | Honda      | QAT 7  | ARG 2  | AME 2  | ESP 4 | FRA 3  | ITA   | CAT   | NED   | GER   | AUT    | CZE    | GBR    | SMR     | ARA    | JPN    | MAL    | AUS    | VAL    | 2*   | 78*  |